# Berlinguer La grande ambizione
Berlinguer La grande ambizione ist ein Filmdrama, das zeigt, wie der Führer der italienischen Kommunisten Enrico Berlinguer mit dem Christdemokraten Aldo Moro im Historischen Kompromiss eine Regierungsbeteiligung auszuhandeln sucht. Der Versuch scheitert, als die Roten Brigaden Moro entführen und ermorden.

## Kritik & Rezeption
Der Kritiker Michael Sennhauser nennt den Film ein "Heldenporträt", das von dokumentarischen Einschüben profitiert. Es sei eine instruktive, spannende Dokufiktion, eine Geschichtslektion mit familiären Einschüben. Hauptdarsteller Elio Germano sei charismatisch und überzeugend, und es gibt dramatische Momente, die jenseits aller historischen Fakten in Erinnerung bleiben. Der Film war 2024 einer der zehn bestbesuchten Filme Italiens und nominiert für zahlreiche Preise, wobei Hauptdarsteller Elio Germano den Preis als bester Darsteller des Filmfestivals Rom und des David di Donatello Awards erhielt. Regisseur Andrea Segre sagt, sein Film habe viel Zuspruch bei einem jüngeren Publikum, da Berlinguers Weg einer demokratischen Linken Rezepte für heute bieten könne.